# حسن صانعی
حسن صانعی (۱۳۱۳ – ۳۰ تیر ۱۴۰۲) روحانی شیعه و سیاستمدار اهل ایران بود. وی از ۱۳۶۸ تا زمان مرگ، یکی از اعضای مجمع تشخیص مصلحت نظام بود. صانعی از تیر ۱۳۶۲ تا شهریور ۱۳۹۹ سرپرست بنیاد پانزده خرداد و همچنین برادر بزرگتر مرجع تقلید شیعه، یوسف صانعی بود.
صانعی فعالیت سیاسی خود را در آبان ۱۳۴۳ آغاز کرد و پس از تبعید خمینی به عراق، فعالیت خود را ادامه داد. او در سال ۱۳۵۲ به دلیل مخالفت با ایران پهلوی توسط ساواک دستگیر و به سه سال تبعید در مشگین‌شهر و سپس شهرستان مرند، محکوم شد. او یکی از چهره‌های اصلی در تظاهرات ۱۹ دی ۱۳۵۶ قم و از نزدیکان خمینی بود و پس از مجادله آیات شیطانی برای کشتن سلمان رشدی جایزه تعیین کرد.
حسن صانعی در سال ۱۳۶۲، پس از حکم سید روح‌الله خمینی به عنوان سرپرست بنیاد پانزده خرداد منصوب شد. وظایف حسن صانعی در سال ۱۳۹۹ به دستور بیت رهبری به ستاد اجرایی فرمان امام واگذار و سید عبدالله ارجائی جایگزین وی شد. همچنین در ۲۳ مرداد ۱۳۹۶ از سوی رهبر جمهوری اسلامی ایران عضویت وی در دوره هشتم مجمع تشخیص مصلحت نظام تمدید شد.